# Spilosoma nigrodorsata
Spilosoma nigrodorsata är en fjärilsart som beskrevs av Gottfried Christian Reich 1932. Spilosoma nigrodorsata ingår i släktet Spilosoma och familjen björnspinnare. Inga underarter finns listade i Catalogue of Life.